# Le Cake-walk infernal
Pour plus de détails, voir Fiche technique et Distribution.
Le Cake-walk infernal est un film réalisé par Georges Méliès, sorti en 1903.

## Synopsis
Un groupe de danseurs et danseuses exécute un cake-walk aux enfers.